# Solanum dimidiatum
Espèce
Solanum dimidiatum est une espèce de plantes herbacées du genre Solanum de la famille de Solanaceae, originaire du centre des États-Unis.
Cette plante est l'un des hôtes secondaires du doryphore de la pomme de terre.